# Abera Kuma
Abera Kuma Lema (Ambo, 31 augustus 1990) is een Ethiopische atleet, die zich heeft gespecialiseerd in het veldlopen en de (middel)lange afstand. Hij is met name bekend wegens zijn podiumplaatsen bij Nederlandse wegwedstrijden. Ook vertegenwoordigde hij zijn land bij diverse wereldkampioenschappen, maar won hierbij geen medailles.

## Biografie
In 2009 behaalde Kuma zijn eerste internationale succes door de 5000 m te winnen bij de Afrikaanse jeugdkampioenschappen. In datzelfde jaar werd hij tweede bij de Great Ethiopian Run en won hij de Mastboscross in Breda. In 2011 won hij de nationale titel op de 5000 m. Datzelfde jaar vertegenwoordigde hij zijn land op de wereldkampioenschappen in Daegu en behaalde hierbij met 13.25,50 een vijfde plaats.
Zijn marathondebuut beleefde Kuma in 2014. Hij nam deel aan de marathon van Dubai en finishte als tiende in 2:09.53. In datzelfde jaar werd hij zowel derde bij de  marathon van Gunsan als op de marathon van Berlijn. In Berlijn verbeterde hij zijn persoonlijk record naar een snelle 2:05.55,5. Een jaar later liet hij blijk van zijn kunnen zien door de marathon van Rotterdam op zijn naam te schrijven in een tijd van 2:06.47.
Naast marathons liep Kuma ook andere wedstrijden in Nederland. Zo won hij de Zevenheuvelenloop in 2014, de halve marathon van Egmond in 2013 en de 10 km bij Tilburg Ten Miles (2012). Ook stond hij op het podium bij de Dam tot Damloop en de 4 Mijl van Groningen.

## Titels
- Afrikaans jeugdkampioen 5000 m - 2009
- Ethiopisch kampioen 5000 m - 2011

## Persoonlijke records
Outdoor
| Onderdeel | Tijd     | Datum        | Plaats     |
| --------- | -------- | ------------ | ---------- |
| 3000 m    | 7.40,85  | 11 mei 2012  | Doha       |
| 5000 m    | 13.00,15 | 26 mei 2011  | Rome       |
| 10.000 m  | 26.52,85 | 27 juni 2013 | Sollentuna |

Weg
| Onderdeel      | Tijd    | Datum             | Plaats     |
| -------------- | ------- | ----------------- | ---------- |
| 10 km          | 27.50   | 23 september 2012 | Zaandam    |
| 15 km          | 42.01   | 21 november 2010  | Nijmegen   |
| 20 km          | 57.46   | 24 mei 2013       | Lissabon   |
| halve marathon | 1:00.19 | 21 oktober 2012   | Birmingham |
| 25 km          | 1:13.08 | 28 september 2014 | Berlijn    |
| 30 km          | 1:27.38 | 28 september 2014 | Berlijn    |
| marathon       | 2:05.56 | 28 september 2014 | Berlijn    |

Indoor
| Onderdeel | Tijd    | Datum            | Plaats    |
| --------- | ------- | ---------------- | --------- |
| 3000 m    | 7.39,09 | 23 februari 2012 | Stockholm |

## Palmares

### 5000 m
- 2009:  Afrikaanse jeugdkamp. - 13.42,53
- 2011:  Ethiopische kamp. - 13.40,0
- 2011: 5e WK - 13.25,50

### 10.000 m
- 2012:  Meeting International De La Province de Liége - 27.18,39
- 2013:  Prefontaine Classic - 27.13,10
- 2013:  Folksam Grand Prix - 26.52,85
- 2013: 5e WK - 27.25,27

### 10 km
- 2009:  Great Ethiopian Run - 28.37
- 2010:  Maandag in Tilburg - 27.52
- 2011:  Course des As Renault Hommes in Rennes - 28.10
- 2013: 4e Healthy Kidney in New York - 28.18,0

### 15 km
- 2010:  Zevenheuvelenloop - 42.01
- 2012: 5e Zevenheuvelenloop - 43.05
- 2014:  Zevenheuvelenloop - 42.18

### 10 Eng. mijl
- 2010:  Internationaler Schortenser Jever Funlauf - 45.31
- 2012:  Dam tot Damloop - 45.28
- 2013: 4e Dam tot Damloop - 45.31
- 2016: 10e Tilburg Ten Miles - 47.56

### 20 km
- 2018:  Marseille-Cassis - 1:00.30

### halve marathon
- 2012:  Great Birmingham Run - 1:00.19
- 2013:  halve marathon van Egmond - 1:01.20
- 2013:  halve marathon van Lissabon - 1:01.09
- 2014:  halve marathon van Klagenfurt - 1:00.58
- 2015:  halve marathon van Ceske Budejovice - 1:04.17
- 2015: 8e halve marathon van Ras al-Khaimah - 1:01.07
- 2016:  halve marathon van Egmond - 1:08.40
- 2019:  halve marathon van Ras Azpeitia - 1:00.41
- 2019: 11e halve marathon van Lille - 1:01.18

### marathon
- 2014: 10e marathon van Dubai - 2:09.53
- 2014:  marathon van Gunsan - 2:14.52
- 2014:  marathon van Berlijn - 2:05.55,5
- 2015:  marathon van Rotterdam - 2:06.47
- 2015: 9e Chicago Marathon - 2:13.44
- 2016: 25e marathon van Londen - 2:22.17
- 2016: 10e marathon van Amsterdam - 2:07.48
- 2018: 5e marathon van Biwa - 2:09.31
- 2018:  marathon van Rotterdam - 2:05.50
- 2018: 4e marathon van Valencia - 2:06.44
- 2018: 5e marathon van Otsu - 2:09.31
- 2019: 7e marathon van Mumbai - 2:13.10

### veldlopen
- 2009:  Mastboscross in Breda - 32.17
- 2009:  Lotto CrossCup Brussel - 31.40
- 2010: 16e WK in Bydgoszcz - 33.55
- 2011: DQ WK in Punta Umbría

### overige afstanden
- 2009:  4 Mijl van Groningen - 17.30
- 2010:  4 Mijl van Groningen - 17.22